# Военный переворот в Буркина-Фасо (январь 2022)
Военный переворот в Буркина-Фасо — военный переворот, произошедший в Буркина-Фасо 23—24 января 2022 года. В ходе переворота группой военнослужащих этой страны был свергнут и задержан законный президент Буркина-Фасо Рок Марк Кристиан Каборе.

## Предпосылки

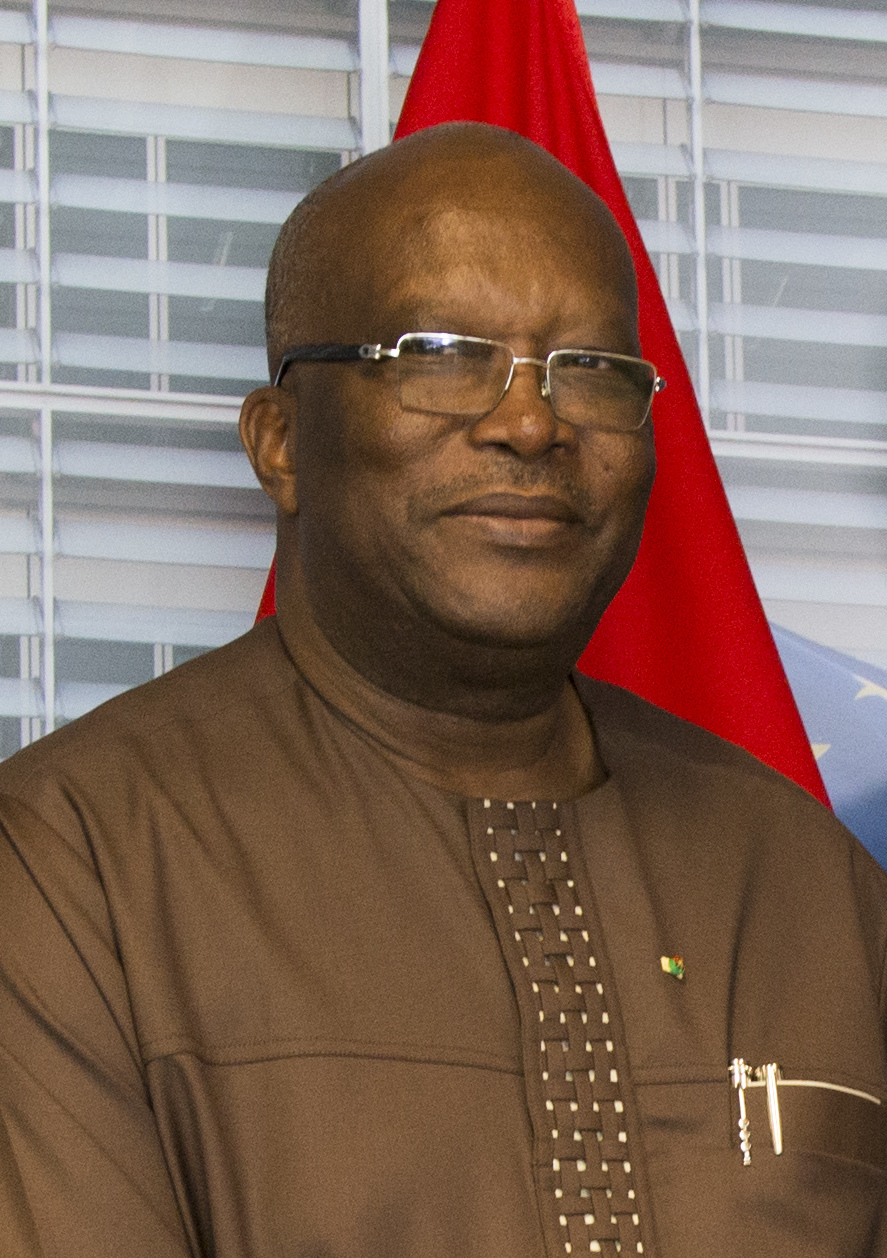
Рок Марк Кристиан Каборе в 2018 году

В 2014 году в Буркина-Фасо произошло восстание, в ходе которого был свергнут Блез Компаоре — президент Буркина-Фасо, руководивший страной с 1987 года. В 2015 года страну возглавил Рок Марк Кристиан Каборе.
С 2015 года в Буркина-Фасо ведут активную деятельность организации «Исламское Государство», «Ансар уль-Ислам» и «Аль-Каида». В 2021 году террористы убили более 2 тысяч мирных жителей страны. С 2019 года из-за деятельности террористов в некоторых провинциях Буркина-Фасо был введён режим чрезвычайного положения. В январе 2022 года премьер-министр Буркина-Фасо Лассина Зербо заявил, что терроризм является угрозой для целостности страны.
В ноябре 2021 года в Буркина-Фасо вспыхнули массовые протесты после того, как террористы убили 49 военных и 4 мирных жителей у золотого рудника на севере страны. Протестующие выражали недовольство недостаточным уровнем безопасности и недостаточным обеспечением вооружённых сил продовольствием. В результате протестов с поста ушёл премьер-министр страны.
11 января 2022 года по подозрениям в подготовке военного переворота были задержаны военнослужащие.
19 января 2022 года в Буркина-Фасо был ограничен доступ к социальной сети Facebook, которую власти назвали «одним из инструментов дестабилизации в стране». Также появились сообщения о перебоях в работе Интернета.

## События
22 января в Уагадугу вновь начались протесты. Протестующие требовали отставки правительства и передачи власти военным.
В ночь с 22 на 23 января появились сообщения о стрельбе около резиденции президента. Власти назвали произошедшее «актами демонстрации недовольства со стороны военнослужащих». Военные требовали отставки правительства, увеличения численности военнослужащих, выделения дополнительных средств на борьбу с террористами и компенсации семьям погибших военных. В ходе стрельбы была повреждена машина президента.
23 января появились сообщения о перебоях в работе мобильной связи и Интернета в стране. Был введён комендантский час, действующий с 20:00 по 05:30.
Протестующие подожгли штаб-квартиру правящей партии «Народное движение за прогресс». Протесты начались и в других городах страны, протестующие заявили о солидарности с военными.
Утром 24 января начали поступать сообщения об аресте Кристиана Каборе на одной из военных баз, военные требуют от него ухода в отставку. СМИ сообщили о том, что семья президента покинула страну. Военные также освободили осуждённого за попытку переворота в 2015 году генерала Жильбера Дьендере.
24 января президент Буркина-Фасо разместил в своём Twitter следующее сообщение:
Наш народ переживает трудные времена. Именно в этот момент мы должны защитить наши демократические достижения. Я призываю тех, кто взялся за оружие, сложить его во имя высших интересов народа страны. Именно через диалог мы должны разрешить наши противоречия.
Президент не уточнил своё местонахождение.
24 января группа из 14 военнослужащих в прямом эфире государственного телеканала объявила о взятии военными власти в стране, роспуске правительства и парламента, приостановке действия конституции и закрытии границ Буркина-Фасо до особого распоряжения.
31 января 2022 года руководитель мятежников подполковник Поль-Анри Сандаого Дамиба был объявлен президентом страны. Одновременно Дамиба стал главнокомандующим вооружёнными силами Буркина-Фасо. Было заявлено о восстановлении действия конституции, но одновременно военными был принят и введён в действие «основополагающий закон», который образовал в стране «органы для ведения государственных дел».